# Sigma Leonis
Désignations
Sigma Leonis (σ Leo / σ Leonis) est une étoile de la constellation du Lion, dont elle forme le bout d'une des pattes arrière. Sa magnitude apparente est de 4,04. Située à proximité de l'écliptique, il lui arrive d'être occultée par la Lune. D'après la mesure de sa parallaxe annuelle par le satellite Hipparcos, l'étoile est située à environ ∼ 220 a.l. (∼ 67,5 pc) de la Terre. Elle s'en rapproche à une vitesse radiale héliocentrique de −7 km/s.
Chini et al. (2012) répertorient Sigma Leonis comme une binaire spectroscopique à raies simples. Sa composante visible est une étoile bleu-blanc de la séquence principale de type spectral B9,5 Vs, avec la lettre « s » qui indique que ses raies spectrales apparaissent fines (« sharp »). Elle est suspectée d'être une étoile Ap magnétique, qui montre une surabondance marquée en silicium.
Sigma Leonis est estimée être 2,76 fois plus massive que le Soleil et être âgée de 293 millions d'années. Elle tourne sur elle-même à une vitesse de rotation projetée de 57 km/s. Le rayon de l'étoile est 3,3 plus grand que le rayon solaire, elle est 133 fois plus lumineuse que le Soleil et sa température de surface est de 10 618 K.